# Gaston Heuet
Pour les articles homonymes, voir Heuet.
Gaston Heuet  (né le 11 novembre 1892 à Buenos Aires, en Argentine - mort le 18 janvier 1979 à Grandvilliers) est un athlète français spécialiste des courses de fond.
Licencié au Métropolitain Club de Colombes, il participe aux Jeux olympiques de 1912 où il est éliminé dès les séries du 5 000 mètres. En 1920, aux Jeux olympiques d'Anvers, Gaston Heuet se classe huitième en individuel et cinquième par équipes de l'épreuve de cross-country. Il termine par ailleurs quatrième du 3 000 m par équipes, et dispute la finale du 10 000 m (abandon). Le Français participe quatre ans plus tard aux Jeux olympiques de 1924 se déroulant à Paris. Il y remporte la médaille de bronze du cross-country par équipes aux côtés de Henri Lauvaux et Maurice Norland, et se classe par ailleurs 12e du 10 000 mètres. 
Il remporte les titres de champions de France du 5 000 m en 1922 et du 10 000 m en 1920 et 1924.

## Palmarès
| Date | Compétition     | Lieu   | Résultat | Discipline                |
| ---- | --------------- | ------ | -------- | ------------------------- |
| 1920 | Jeux olympiques | Anvers | 4e       | 3 000 m par équipes       |
| 1920 | Jeux olympiques | Anvers | 5e       | Cross-country par équipes |
| 1924 | Jeux olympiques | Paris  | 3e       | Cross-country par équipes |